# Realize
A Realize Karsh Kale első lemeze; 2001-ben jelent meg.

## Számok
1. Empty Hands
2. Distance
3. Tour Guide
4. Anja
5. Home
6. Satellite
7. One Step Beyond
8. Saajana
9. Conception
10. Light Up The Love
11. Deepest Blue
12. Fabric
13. Longing